# Мегалокнус
Мегалокнус (лат. Megalocnus, от др.-греч. μεγᾰλο- +ὄκνος, «великий ленивец», букв. «великая медлительность») — род вымерших наземных ленивцев из позднего плейстоцена.
Останки найдены в Карибском бассейне. При жизни животное весило до 90 килограммов. Выделяют два вида — M. rodens из Кубы и M. zile из Гаити. Известны субфоссильные останки M. rodens. Они указывают на то, что мегалокнусы дожили до голоцена. Ранее считалось, что они дожили вплоть до XV или XVI века. Однако радиоуглеродный анализ показал, что эти создания вымерли раньше — 4000 лет назад, через 1000 лет после появления первых людей на этих островах. На материке гигантские ленивцы вымерли уже 11 000 лет назад